# Daria Spiridonova
Daria Sergeyevna Spiridonova-Nagornaya (em russo:  Дарья Сергеевна Спиридонова-Нагорная; Novocheboksarsk, 8 de julho de 1998) é uma ex-ginasta russa que competia em provas de ginástica artística.
Foi campeã mundial nas barras assimétricas na edição de 2015, em Glasgow, e medalhista de prata por equipes nos Jogos Olímpicos de 2016, no Rio de Janeiro. É casada com o também ginasta russo Nikita Nagornyy desde 2018.

## Carreira
Spiridonova estreou na seleção sênior da Rússia em 2014, durante a etapa de Cottbus da Copa do Mundo Cottbus, mas não chegou às finais em nenhum dos eventos. No Campeonato Europeu daquele ano, competiu nas barras assimétricas, trave de equilíbrio e exercícios de solo. Pontuou 14,900 nas assimétricas, se qualificando para as finais do evento em quarto lugar, e melhorando posteriormente uma posição para garantir a medalha de bronze. Na final por equipes, Spiridonova contribuiu com 15,066 nas barras assimétricas, 12,300 na trave e 13,100 no solo que lhe garantiram mais uma medalha de bronze.
Devido ao seu forte desempenho no Campeonato Russo realizado em Penza, foi selecionada para competir no Campeonato Europeu de 2015, em Montpellier, França. Ficou em 13º lugar na final do individual geral após se complicar na trave e no solo, mas ganhou a medalha de ouro nas barras assimétricas superando a então campeã europeia do aparelho, a britânica Becky Downie, por apenas 0,2 ponto. Repetiu o ouro no Campeonato Mundial, em Glasgow, junto com outras três ginastas que empataram a final das assimétricas com 15,366 pontos.

### Jogos Olímpicos de 2016
Foi convocada para a equipe olímpica da Rússia nos Jogos Olímpicos de 2016, no Rio de Janeiro, junto com Aliya Mustafina, Angelina Melnikova, Maria Paseka e Seda Tutkhalyan. Na final por equipes, contribuiu com pontuação de 15,100 nas barras assimétricas para levar a Rússia à medalha de prata com uma pontuação geral de 176,688.
Sua única final por aparelhos foi justamente na sua especialidade, as barras assimétricas, mas após se classificar em quarto lugar (15,683 pontos) não repetiu o mesmo desempenho na definição das medalhas e terminou no oitavo e último lugar com 13,966 pontos.

### Pós-Olimpíadas e aposentadoria
Quando a Rússia anunciou a equipe que iria competir no Campeonato Mundial de 2018, em Doha, Spiridonova foi escalada como reserva, mas recebeu a medalha de prata com a equipe que finalizou atrás dos Estados Unidos e à frente da China.
Durante as qualificatórias para o Campeonato Mundial de 2019, em Stuttgart, Alemanha, competiu nas barras assimétricas e ajudou a Rússia a se classificar para a final por equipes em terceiro lugar, atrás de Estados Unidos e China. Individualmente, se classificou para a final das assimétricas em segundo lugar, atrás da então campeã mundial Nina Derwael, da Bélgica. Nas finais, conquistou a medalha de prata na final por equipes, com Spiridonova contribuindo com a segunda maior pontuação de barras assimétricas dentre todas as ginastas. Porém durante a final do aparelho terminou em sexto lugar e não obteve medalha.
Em 2020 competiu internacionalmente apenas na etapa da Copa do Mundo em Melbourne, na Austrália, quando ficou em terceiro lugar nas barras assimétricas atrás da ucraniana Diana Varinska da Ucrânia e da ginasta local Georgia Godwin. Chegou a disputar a etapa de Baku, onde se classificou em quarto lugar para as finais das assimétricas, entretanto as finais acabaram sendo canceladas após o início do surto de COVID-19 no Azerbaijão.
Anunciou sua aposentadoria das competições de ginástica em fevereiro de 2021.